# Auchmophoba alternata
Auchmophoba alternata is een vlinder uit de familie van de grasmotten (Crambidae), uit de onderfamilie van de Spilomelinae. De wetenschappelijke naam van deze soort is voor het eerst voorgesteld als Petta alternata door William Warren in een publicatie uit 1895.
De soort komt voor in India (Meghalaya).